# 广东观音山国家森林公园
观音山森林公园位于广东省东莞市樟木头镇笔架山大道190号，地处珠江三角洲东南部，东江下游，樟木头镇东部，总面积657.18公顷。1997年经东莞市人民政府同意建立市级森林公园，2005年12月经国家林业局批准设立国家森林公园，是中国首家民营国家森林公园。
广东观音山国家森林公园位于东莞市樟木头境内，东莞观音山是粤港澳地区知名的网红打卡旅游目的地，飞天威亚、龙凤天梯、冰雪乐园、网红山地越野车等网红项目更是成为了年轻人拍照打卡、嗨玩娱乐的热门打卡点；除此以外，东莞观音山还成为了亲子家庭放松休闲、寓教于乐的自然课堂，同时也是情侣约会的姻缘福地和市民游客接福许愿的福山胜境。

## 历史
1999年11月30日，民营企业家黄淦波与樟木头镇石新村民委员会（现石新社区）签订《东莞观音山森林公园联合开发合同书》。合同规定观音山森林公园拥有笔架山、飞云山等在内的山林和原始次生林等土地的经营管理权，时限50年。
2001年12月，东莞市人民政府批准成立“东莞市观音山森林公园”。
2005年12月，经原国家林业局批准，改为“广东观音山国家森林公园”。

## 观世音菩萨像

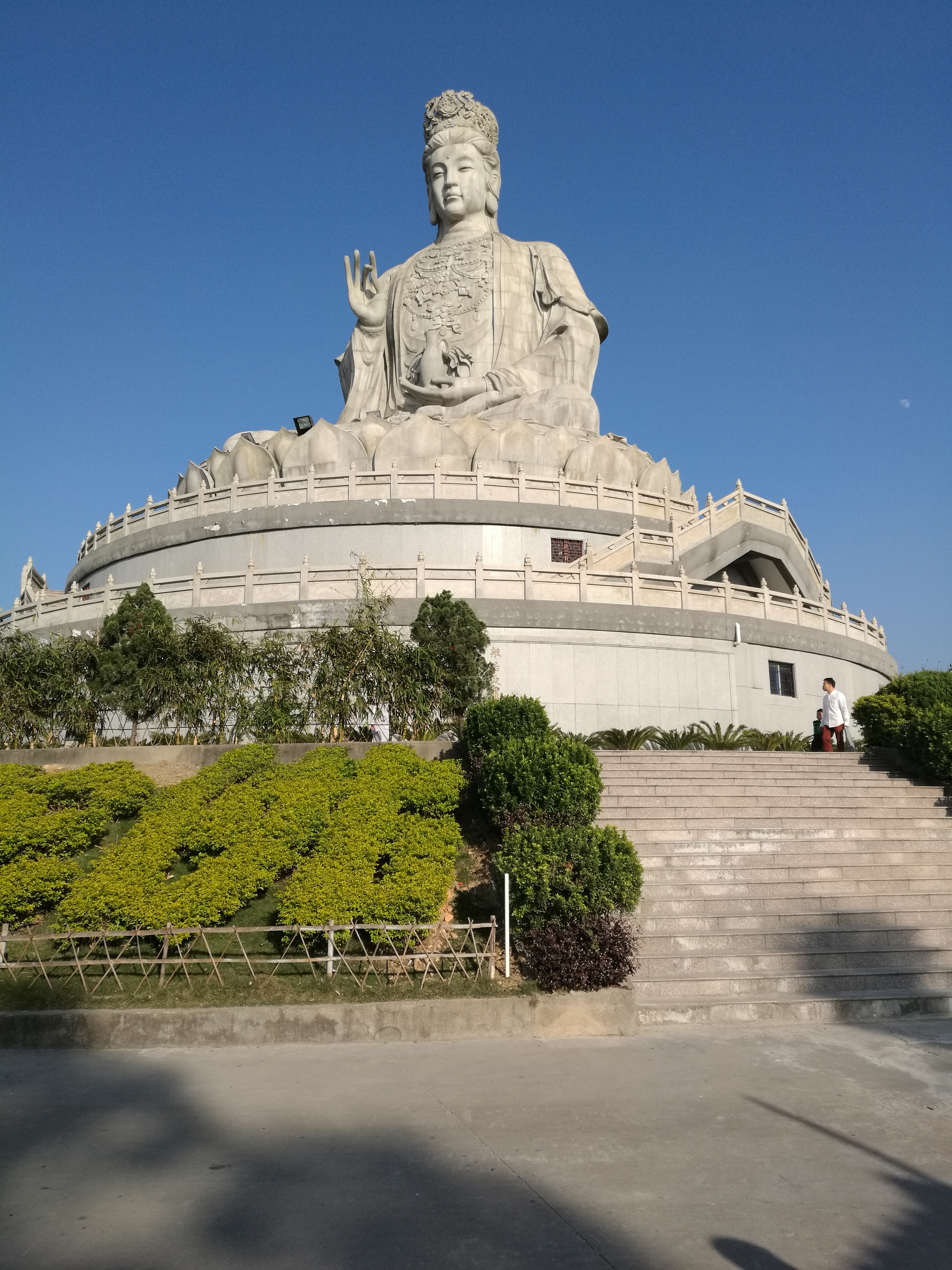
位于观音广场的观音圣像

全世界最大的花岗岩观世音菩萨像在广东观音山森林公园的观音广场上，高度33.8米，重量约3000吨，由188块0.5到8吨不等的福建莆田花岗岩人工雕琢后拼成。该雕像从1998年9月开工，2001年竣工，用时三年。

## 自然生态

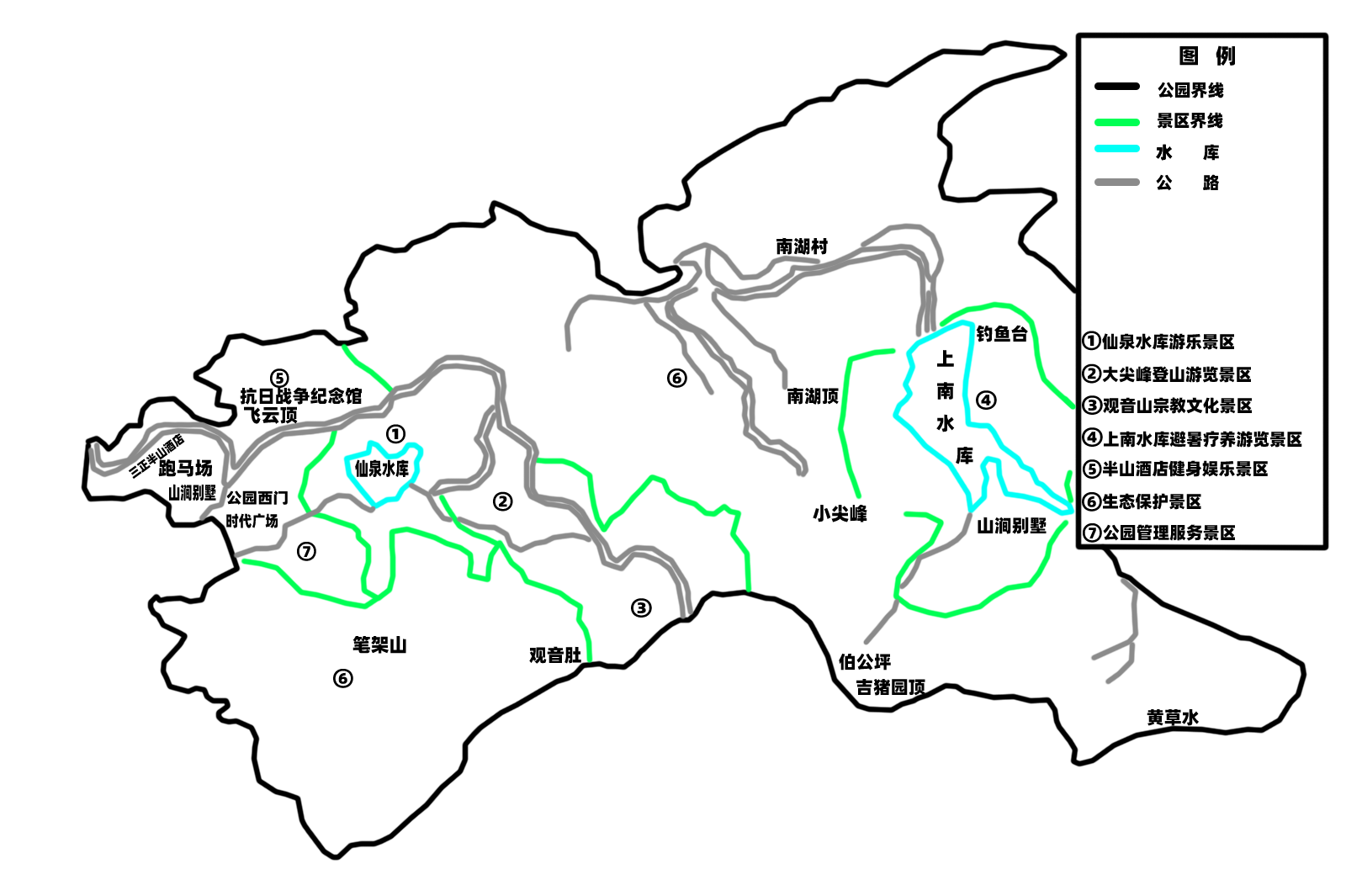
公园景区景点分布示意图

### 地貌
地势东南高、西北低。地貌属于砂页岩低山丘陵，低山主要分布在南部边界，丘陵主要分布中北部，坡度比较平缓，一般在15°-25°。

### 气候水文设施
地处北回归线以南，属南亚热带湿润季风气候区，其特征是光热充足，夏长冬短，雨量充沛。年平均气温22.1℃，最冷月1月，平均气温13.4℃，极端最低气温-0.5℃；最热月7月，平均气温28.2℃，极端最高气温达37.9℃。年降水量1800毫米，多集中在4-9月，约占全年总雨量的80%以上。
观音山完备的基础设施为市民游客提供了良好的休闲环境：6.8公里的吉祥路，既可观景也可休闲健身，不仅可以静心，还能“洗肺”;景区内古树博物馆、揽秀台、观瀑台、许愿池、五福林、吉祥苑等景点，为游客带来森林旅游深度体验。观音山每年举办各种富有特色的文化旅游活动，通过森林徒步、森林露营、丛林登高、万人相亲会等形式，吸引广大游客走进生态自然，体验休闲自然生活。此外，观音山也努力打造鲜明特色的亲子研学旅游品牌，积极开发“旅游+文化”模式和旅行线路，为学生团体呈上完美的旅游学习体验、激发青少年爱护自然情怀的最生动教材，并有效进行科普教育和科学传播。

### 土壤
该地区的地带性土壤为赤红壤，成土母岩为变质砂页岩，土层浅薄，碎石块较多。

### 植物
植物以樟科、壳斗科、桑科、山茶科、大戟科、茜草科、菊科、苏木科和芸香科等科属为主，园中也有国家保护的濒危植物粘木、白桂木、苏铁蕨、土蚕霜、金茶花、野茶树和野生龙眼等。据广东省林业调查规划局调查统计，共有维管植物174种，分隶于154属73科。其中，蕨类植物9科10属12种；裸子植物3科3属4种；被子植物61科141属185种（双子叶植物51科118属158种；单子叶植物10科23属27种）。

### 动物
2007年12月9日有工作人员在公园的青云路附近一处小溪岩缝中，发现两只恐龙时代的古老珍稀动物“中国小鲵”。

## 活动

### 粤港万人相亲大会
2012年11月10至11日举行了首届粤港万人相亲大会。
2014年8月14日举行了第六届粤港万人相亲大会，并由中央电视台七套《乡约》栏目组互动录播。

### 百人旗袍秀
2017年3月8日，由东莞市旗袍文化艺术协会樟木头分会组织发起，并邀请了东莞市旗袍文化艺术协会清溪分会、黄江分会等地区的老师、医生、公务员、家庭主妇参加。

### 海峡两岸口哨友谊赛
2015年1月9日，“中国好哨音”——观音山杯首届海峡两岸口哨友谊赛在广东东莞观音山国家森林公园举行。

### 观音山健康文化节
2005年10月1日，广东观音山国家森林公园举办了首届观音山健康文化节，在观音山主会场上，由中央电视台节目主持人乔臻、丁建华领诵，广东省10个分会场10万人齐颂征文金奖作品《祖国颂》。邀请全球华人代表和扮演毛泽东、周恩来、邓小平的特型演员参加此次活动，并申报了吉尼斯世界纪录。

### 啤酒节
2006年4月7日，在三正半山酒店召开了新闻发布会，有香港文汇报、香港商报、人民日报、广东电视台等媒体出席。2006年5月1日，首届观音山啤酒节正式在观音山森林公园举行。

## 争议

### 别墅
2012年6月，新快报记者就接到大批游客报料，观音山景区出现大批别墅，影响到景区风景及森林安全。记者认为根据国家林业局颁发的《国家级森林公园管理办法》，在国家级森林公园设立后、总体规划批准前，不得在森林公园内新建永久性建筑物、构筑物等人工设施。但观音山森林公园负责人陈景玉告诉记者，景区管理方面并无土地权，只有经营权。当地政府称别墅在公园承包经营之前，业主买卖土地有取得相关证件，盖房属合法合规。

东莞市林业局办公室主任徐正球回复记者称，产权不清难以管理属历史遗留问题，除非别墅破坏了森林，我们才能制止。东莞市国土局办公室主任戴吉举称，这是历史遗留问题，别墅不存在违法。北京市才良律师事务所朱孝顶律师称，在国家森林公园建造别墅，本身就违反《森林公园管理办法》和《土地管理法》。

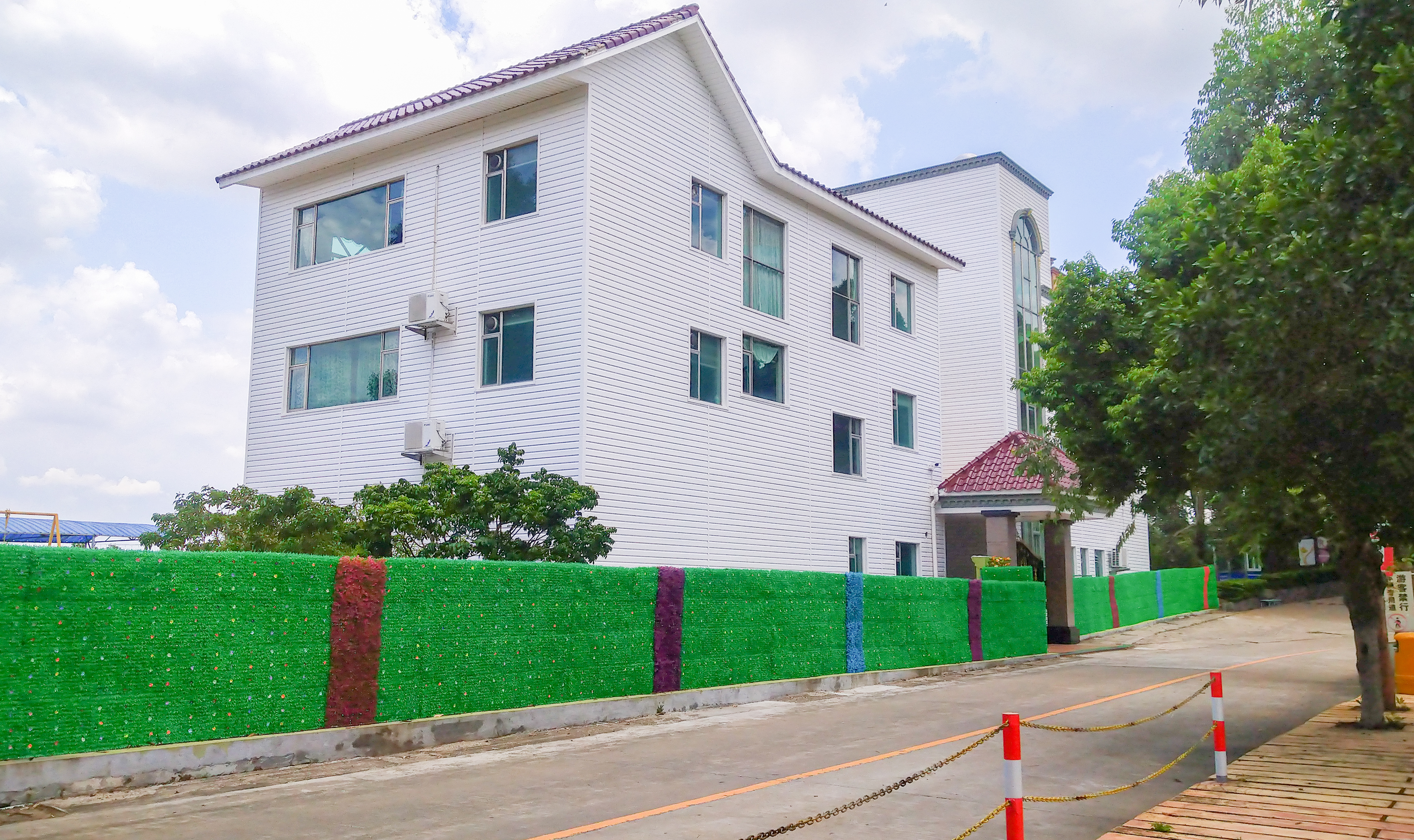
观音山道旁的别墅

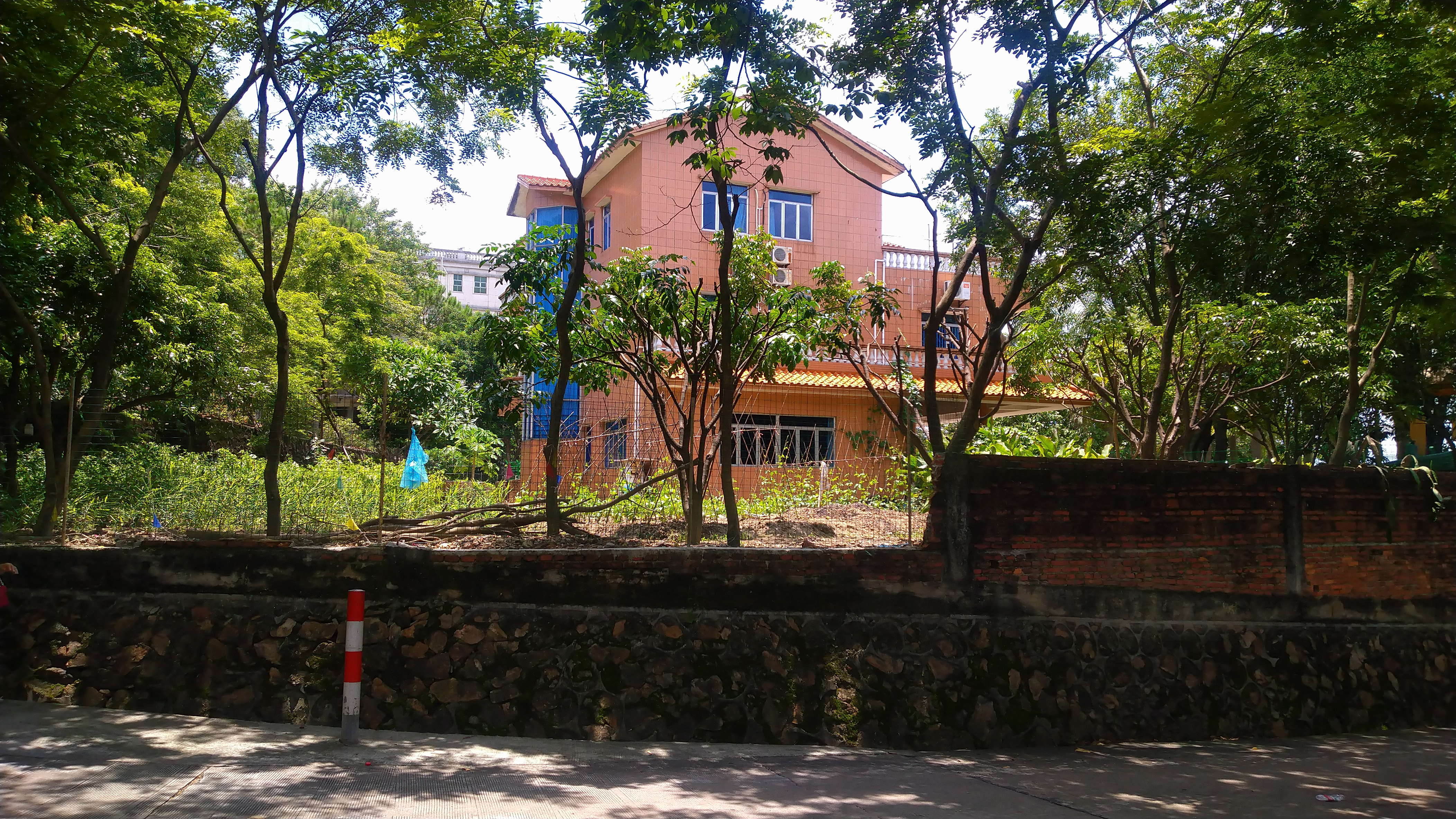
观音山道旁的别墅

2019年7月14日，东莞市自然资源局回复澎湃新闻记者称，2005年到如今，观音山森林公园内累计共有22农村自建房。其中20幢于1998年至2003年建成，早于公园成为国家级森林公园的时间，另外两幢于2009年建成。观音山森林公园内的土地属集体所有土地，在公园经营建设前，由社区安排部分土地作为宅基地分配使用，并于1993至1998年间按当时法律法规办理宅基地审批手续。
2020年12月19日，第一财经记者在广东省调研发现广东观音山森林公园存在破坏生态环境的行为，在景区发现许多正在改扩建的别墅。经管理人员介绍，有的房主在未经观音山国家森林公园和国家林业部门批准，强行砍伐了周边树林建了别墅。
2022年2月，樟木头镇政府表示，公园景区内有私有住宅20栋，均为1998年前通过的宅基地审批，其中19栋主体建于公园开发前，1栋于2010年建成，为村民自建房，但有14栋存在硬底化设施或建筑主体超批准面积问题，目前超出批准面积的围墙、硬底化设施已全部拆除。

### 经营权
2010年2月1日，樟木头石新村村民委员会向东莞市第三人民法院起诉观音山森林公园法人代表黄淦波，请求解除双方在1999年11月30日签订的《联合开发合同》以及2001年9月5日签订的《协议书》，理由是没有经村民会议三分之二以上成员或者三分之二以上村民代表同意，提出上述合同无效请求，请求法院判决黄淦波、观音山公司归还观音山森林公园范围内所有土地、设施、以及经营权给石新居委会。3个月后，观音山公园景区向广东省最高人民法院反诉石新社区，请求法院判决石新社区停止对观音山森林公园景区经营权的干涉，按照合同条款履行合同，并赔偿因村民非法砍伐树林以及违建建筑的损失给景区。2010年5月28日，广东省高人民法院将两案合并审理。2012年11月22日，广东省最高人民法院判决黄淦波继续经营观音山，但驳回黄淦波要求赔偿的诉求，随后石新社区向最高人民法院起诉。案件审理期间，有村民以“经营权属于石新社区”强行在园区停车场修建舞台，村民和观音山工作人员也发生过冲突。2013年3月30日，最高人民法院终审判决，维持了广东省最高人民法院的一审宣判。

### 三项工程

#### 西气东输二线工程
2008年，国家环保部批准设计的“西气东输二线工程（东段）广州-深圳支干线观音山森林公园段”的天然气管道工程方案不是直接穿越观音山国家森林公园，在环审〔2008〕318号批文中明确表示“管道沿观音山公园西侧边缘通过不穿越公园”。2010年3月，广东观音山国家森林公园收到当地政府转来的有关西气东输二线广深支干线穿越观音山的文件。该文件显示，这一输气管道将以隧道方式穿越公园核心区。2011年8月，在未向公园提交有关部门同意工程穿越观音山路径施工方案的批准文件、施工及赔偿方案的情况下，二线工程粤桂项目分部组织工人及大型开挖机械进入公园内右边的笔架山进行施工。施工期间还遭遇暴雨，严重破环当地生态环境。2011年10月28日，广东省环保厅环境监察局会同东莞市环境监察分局执法人员，对施工现场进行检查，发现施工方案已变更为“以大开挖方式”穿越观音山国家森林公园，认定存在线路变更未经环保部门审批而违规施工的问题，随后召开协调会要求项目立即停工并补办项目线路变更环评文件审批手续。2011年11月14日，中国石油天然气集团向环保部提交该工程的变更方案，并得到批复通过。
2012年2月15日上午8点左右，樟木头政府在未向广东观音山国家公园通报环保部批复的情况下，组织千余名公安、武警、城管等进入公园内，支持中石化天然气管理工程在公园内施工，并与现场的公园员工及游客、佛教信众发生了冲突。现场在公园正门楼附近，大批全副武装的公安警员手持警棍警械，将公园门楼及上下山口、施工现场全部围住，封锁了整个公园。当天，51名公园高管和员工被带走，其中13人被拘留8至15天，随后施工现场仍在继续施工。
2012年2月14日，樟木头政府发布公告称，天然气工程施工完全符合相关法律法规，对一切阻碍工程的违法犯罪行为，樟木头政府及相关行政部门会依法处理。
2012年3月8日，广东省环境保护厅发布公告称由于天然气管道铺设基本完成，将展开绿化恢复工程。按照复绿方案，2012年3月31日前将完成复绿植物种植，2012年3月至2015年3月31日为植物抚育期。
2014年，广东观音山森林公园因不服国家环保部于2011年对西气东输二线工程（东段）广州-深圳支干线观音山段的批复，向北京市第一中级人民法院起诉，法院以《行政诉讼法》中规定的起诉期限已过驳回了公园的起诉。公园方不服判决，再次起诉至北京市最高人民法院，最高法院同样以超过起诉期限驳回了广东观音山森林公园的起诉，维持一审判决。

#### 莞高速公路
2008年11月6日，广东观音山国家森林公园接到东莞市新远高速公路发展有限公司函告，称莞高速公路工程将以3公里长隧道的形式穿越观音山，并以爆破的方式开挖隧道。观音山管理层认为观音山的地质结构多为岩石层，地表覆盖土壤较薄，没有足够的缓冲区，而公园地下隧道施工有可能破坏位于观音山顶的观音山雕像。2011年，广东观音山森林公园向广东省环保厅提出意见，担心施工单位不按“全隧道穿越”的要求施工、施工过程及建成通车后对观音山景区及山顶观音石像产生影响。2012年3月1日，广东省环境保护厅在《关于穿越观音山森林公园在建工程项目有关问题查处情况的报告》作出了回应，得到观音山负责人的认可。
中国林科院研究员侯元兆教授认为，这些工程线路的架设或铺设，使森林公园变成了一个容纳工业设施的场所，丧失了自然景观的属性。将森林资源置于很大的风险中，使森林资产的价值也打了很大折扣，对森林公园的整体森林生态系统造成了严重破坏。北京中林资产评估有限公司吴栋栋博士也持有同样的观点。他指出，工程线路将森林公园完整的生境切割成了几个斑块，会对生物多样性造成严重威胁，特别是对珍稀物种的影响，会对区域经济和生态价值造成巨大损失。

#### 南方电网

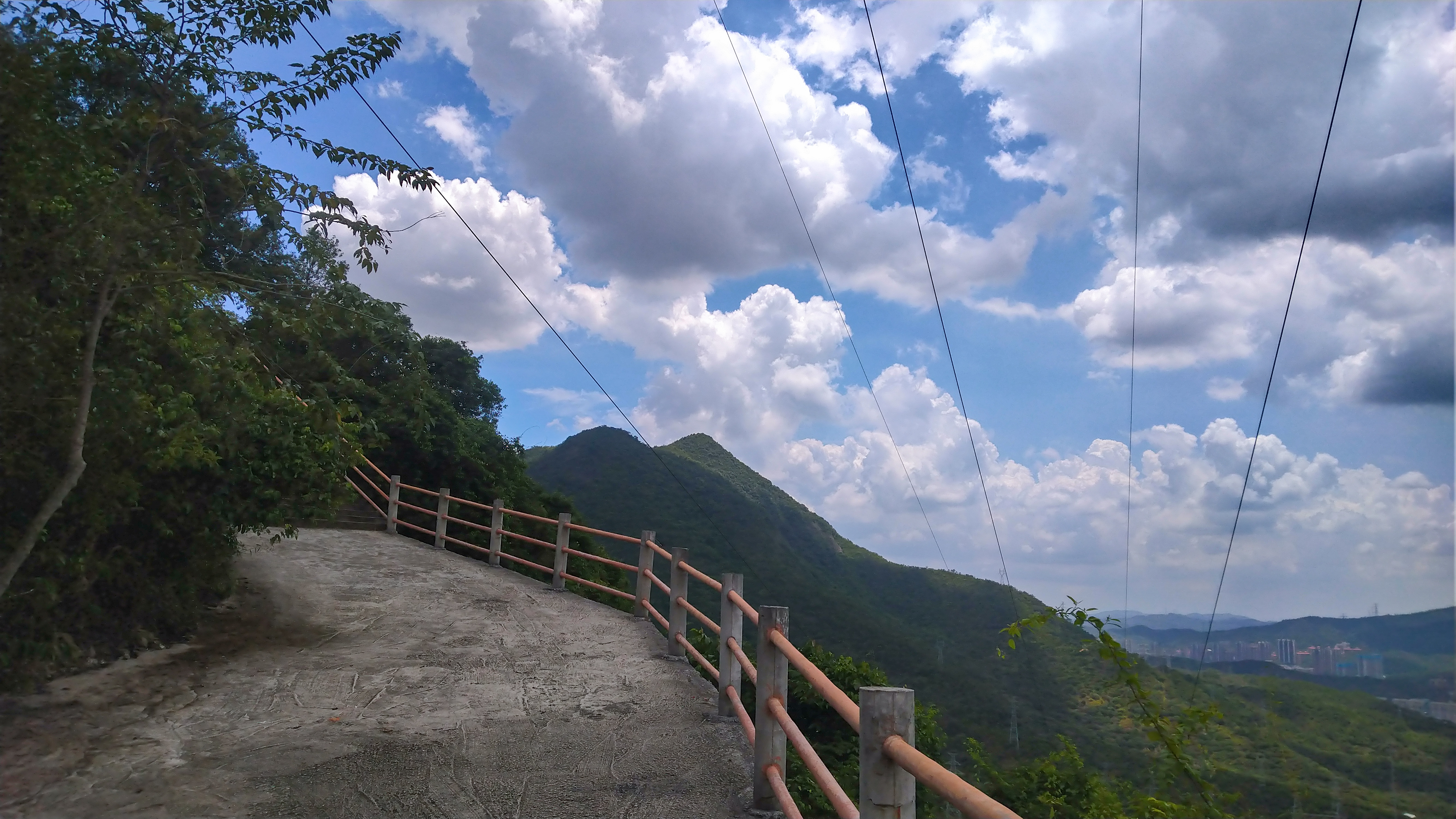
在观光山道头顶的南方电网

南方电网东莞供电局在未提出申请的情况下，先后私建六组高压线以及四组塔基在观音山道附近，这两个项目是由南方电网全资子公司广东电网公司投资，东莞供电局负责建设。按照国家林业局的有关规定，征占用国家森林公园的林地，需征得观音山国家森林公园经营方的同意后上报国家林业局才能搭建，上报国家林业局前还要经过市林业局、省林业厅最后才到国家林业局。早在2011年10月14日，东莞供电局在《关于协助观音山国家森林公园内送电线路工程施工的函》中称该工程仅为旧线工程改造，并没有提到还需搭建新塔基，表示建造还需要运输材料希望得到公园的帮助，但被公园管理层拒绝了。2013年7月3日，广东省林业厅在《关于观音山森林公园内电网建设问题的复函》称，经林业厅工作人员现场勘察，现场确实在原有的基础上加装了塔基，表示穿越森林公园核心区将会给森林公园游客带来较大的安全隐患，建议广东电网公司对线路走向作必要的调整，避开公园或从公园边缘经过。
2018年11月22日，广东观音山森林公园起诉南方电网要求赔偿损失，广东省高级人民法院以该案件不属于本院管辖，将案件移送广东省东莞市第三人民法院审理。2019年3月7日，观音山森林公园撤销了对南方电网的起诉。
当地供电部门曾将观音山景区纳入错峰限电对象，使广东观音山森林公园的经营和服务工作受到影响，与公园同处一个地域片区的服务行业、景点、酒店等均未被限电，只有广东观音山森林公园公园被限制。2007年至2013年8月间，每逢天气炎热时，广东观音山森林公园多次遭遇停电，导致公园内部300多员工工作和用餐得不到保障。观音山有关负责人陈宇称，公园内仅有20%左右的区域由供电公司供电，其余近80%的区域均为园区自主发电。从1999年底至今，公园正常通电区域为公园门楼到慈云阁地段，占比为全公园的20%多，其他区域均未获得电力部门供电。长期以来，公园自筹资金购买发电设备、柴油，并聘请专业技术人员发电，截至目前累积投资近1000万。
2022年2月，广东电网东莞供电局称，目前已供电至观音山公司红线，红线范围内用户用电设施应自行建设维护。公园自2003年报装用电，至今一直正常用电。

### 豪华公墓
2017年12月3日，有游客称在广东观音山国家森林公园内看到水库旁的山体上有一座圆形“豪华坟墓”，在另一座山头上，还有疑似用石块建成的坟墓群。12月4日下午，广东观音山国家森林公园管委会主任陈景玉接受记者采访称，“豪华公墓”已存在多年，共有五处，由当地石新村的村民私建而成。公园方发现后，立即对村民进行劝说、制止，但都无法阻止村民进园建坟。

### 门票收费
2006年3月，樟木头镇政府想以3000万元收购广东观音山森林公园遭经营者拒绝，2007年1月，东莞市人民政府办公室发了《关于公园免收门票有关问题的通知》。随后，樟木头政府要求广东观音山森林公园自2月10日起停售该园区门票，但门票是公园运营经费的重要来源，当地政府从1999年底开始自筹资金投资建设，均没有提供过相应财政支持。2007年2月，国家林业局森林管理办公室在《关于请调查广东观音山国家森林公园权属纠纷的函》提到称，观音山森林公园收取门票完全合法，当地政府的规定违反了《国家级森林公园设立、撤销、合并、改变经营范围或者变更隶属关系审批管理办法》以及《合同法》。2017年5月，迫于各方压力，最后政府同意公园恢复收取门票。

### 观音广场被围蔽
2019年5月，根据樟木头镇政府要求，观音山国家森林公园景区要将观音广场上的斋菜馆、工艺品店等店铺全部关闭并撤离观音广场。2019年9月，樟木头镇政府正式对广场进行围蔽。2020年3月16日，东莞市政府和樟木头镇政府向广东观音山发了新的整改文件，要求由樟木头镇石新社区居委会、广东观音山、黄淦波以及东莞市佛教协会共同签署一份捐赠协议书。捐赠协议书显示，观音造像无偿捐赠给东莞市佛教协会，佛教协会自愿接受捐赠并保证不转赠、不出售、不出租该观音造像，并将观音造像只用于当地佛教文化活动，不挪作他用。在正常开放后，广东观音山的游客和工作人员可以进入观音广场参观观音造像。2020年5月，东莞市相关政府部门领导在未说明原因的情况下，告知广东观音山之前签署的捐赠协议书不合法。2020年6月，东莞市向广东观音山发送一份新的捐赠协议书，并称此前签署的协议书可以不作废，如签完新的协议即可开放观音广场。但根据新协议书显示的内容，东莞市佛教协会将不再是观音造像的受捐赠方，要退还给广东观音山。广东观音山国家森林公园管委会主任陈景玉表示，按照法律法规，已经将此前的捐赠协议书在东莞市东部公证处进行了公证。如果再签这份新协议，公园将违反有关法律法规。

### 征集下联
2015年，广东楹联学会与广东观音山国家森林公园联合主办 “观音山上观山水” 活动面向全国征集下联，奖金总额最初设置5000元，陆续增加至70万元。2021年12月31日，奖金总额又增加至108万元，活动持续到2022年12月31日结束。有网友质疑这是噱头，目的是为了广告宣传。有网友通过电子邮箱将作品投递主办方公布的邮箱地址结果显示拒收，北京青年报的记者通过公园策划部的工作人员提供的征集网址查询结果显示无法访问。记者还联系了主办方之一的广东楹联学会会长邹继海，其表示因为没收到满意的下联，奖金从5000元一路增加至70万元。对于广告的说法，有人质疑主办方不愿出钱，有欺诈之嫌，其表示观音山管委会几十年来举办众多楹联文化活动，既能支持和推广楹联文化事业，又能提高企业的知名度和美誉读，这是双赢。

## 荣誉
- 国家4A级旅游景区[52]
- 中国国家森林公园
- 最受欢迎祈福圣地
- 中国十大知名森林公园
- 中国名胜旅游区百强
- 十佳旅游单位
- 国际生态旅游示范基地[53]
- 广东省服务业百强企业
- 中国楹联名山[54]

来源: